# Max Giesinger
Max Giesinger est un chanteur allemand.